# Miss France 2020
Miss France 2020 est la 90e élection de Miss France. Elle a lieu le 14 décembre 2019 au Dôme de Marseille. 
C'est la 3e fois que l'élection se tient à Marseille (après 1950 et 1951) et la 7e fois en Provence-Alpes-Côte d'Azur. L'élection est retransmise à partir de 21 h 10 sur TF1, présentée par Jean-Pierre Foucault (pour la 25e année consécutive) et Sylvie Tellier (pour la 12e fois), Miss France 2002 et directrice générale de l'organisation Miss France. Ils sont accompagnés de Thierry Baumann pour le rappel des consignes de vote (pour la 9e année consécutive). 
En raison d’un nombre insuffisant de candidates, la région Saint-Pierre-et-Miquelon n'a pas de représentante cette année. L'élection de Miss Saint-Martin et Saint-Barthélemy est alors reconduite, pour la 2e année consécutive.
Au terme de cette soirée, c'est Clémence Botino, Miss Guadeloupe 2019 qui est élue Miss France 2020, succédant à Vaimalama Chaves, Miss Tahiti 2018 et Miss France 2019. Il s'agit de la 3e victoire de la région Guadeloupe au concours, 17 ans après le sacre Corinne Coman, Miss France 2003 et 27 ans après celui de Véronique de la Cruz, Miss France 1993.

## Classement final
| Résultats        | Candidates | Concours internationaux                                 |
| ---------------- | --- | ------------------------------------------------------- |
| Miss France 2020 | - Guadeloupe — Clémence Botino | - Top 10 à Miss Univers 2021 - Top 40 à Miss Monde 2023 |
| 1re dauphine     | - Provence — Lou Ruat |                                                         |
| 2e dauphine      | - Tahiti — Matahari Bousquet |                                                         |
| 3e dauphine      | - Bourgogne — Sophie Diry |                                                         |
| 4e dauphine      | - Côte d'Azur — Manelle Souahlia |                                                         |
| Top 15           | - Normandie — Marine Clautour (5e dauphine) - Pays de la Loire — Yvana Cartaud (6e dauphine) - Alsace — Laura Theodori - Picardie — Morgane Fradon - Poitou-Charentes — Andréa Galland - Saint-Martin et Saint-Barthélemy — Layla Berry - Réunion — Marie-Morgane Lebon - Île-de-France — Évelyne de Larichaudy - Aquitaine — Justine Delmas - Centre-Val-de-Loire — Jade Simon-Abadie |                                                         |

## Ordre d'annonce des finalistes
| 1. Guadeloupe, annoncée par Sylvie Tellier 2. Bourgogne, annoncée par Vaimalama Chaves 3. Provence, annoncée par Jean-Pierre Foucault 4. Alsace, annoncée par Sylvie Tellier 5. Saint-Martin et Saint-Barthélemy, annoncée par Vaimalama Chaves 6. Île-de-France, annoncée par Jean-Pierre Foucault 7. Aquitaine, annoncée par Sylvie Tellier 8. Côte d'Azur, annoncée par Sylvie Tellier 9. Normandie, annoncée par Vaimalama Chaves 10. Centre-Val de Loire, annoncée par Jean-Pierre Foucault 11. Réunion, annoncée par Sylvie Tellier 12. Picardie, annoncée par Jean-Pierre Foucault 13. Tahiti, annoncée par Vaimalama Chaves 14. Pays de la Loire, annoncée par Sylvie Tellier 15. Poitou-Charentes, annoncée par Jean-Pierre Foucault | 1. Guadeloupe, annoncée par Vaimalama Chaves 2. Tahiti, annoncée par Sylvie Tellier 3. Provence, annoncée par Jean-Pierre Foucault 4. Côte d'Azur, annoncée par Vaimalama Chaves 5. Bourgogne, annoncée par Sylvie Tellier |

## Déroulement
Le thème de cette cérémonie est Le tour du monde des Miss.

### Ordre des tableaux
| Tableau                                             | Candidates                       |
| --------------------------------------------------- | -------------------------------- |
| Costume régional                                    | Ouverture (30 candidates)        |
| Les Miss en Angleterre                              | Premier groupe (10 candidates)   |
| Les Miss en Russie                                  | Deuxième groupe (10 candidates)  |
| Les Miss en Espagne                                 | Troisième groupe (10 candidates) |
| Les Miss en Amérique : Maillot de bain une pièce    | 30 candidates                    |
| Les Miss au Japon : Défilé en robe de mariée        | 30 candidates                    |
| Les Miss en Polynésie : Maillot de bain deux pièces | 15 demi-finalistes               |
| Les Miss en Afrique : Maillot de bain une pièce     | 5 finalistes                     |
| Les Miss en France : Robe de soirée                 | 5 finalistes                     |

### Remarques
- Pour la deuxième fois après l'élection de Miss France 2010, le chanteur britannique Robbie Williams sera invité d'honneur. Il a chanté à l'ouverture de la cérémonie et lors du tableau final[3].
- Pour la première fois, les écharpes où figurent le nom des régions de chaque miss sont de couleur or.

## Préparation
- 21 juin : Sylvie Tellier, directrice générale de Miss France Organisation annonce, lors de l'élection de Miss Tahiti 2019, que le voyage de préparation s'effectuera à Tahiti, en hommage à Miss France 2019[4].
- 7 novembre : la couronne réalisée par Julien d'Orcel est dévoilée. Elle est en forme de cœur et ornée de rubis. Elle se nomme Rouge Rubis[5].
- 14 novembre : l'ensemble des candidates de la promotion 2020 sont conviées à Paris  pour la réalisation des photos officielles.
- 15 novembre : le matin a lieu la conférence de presse (informations sur l'élection, révélation du jury) puis le passage au journal télévisé de 13H00 de Jean-Pierre Pernaut. L'après-midi, les candidates ont reçu une formation sur l'utilisation des réseaux sociaux.
- 16 novembre : les candidates passent la matinée à l'académie internationale Franck Provost, pour des conseils et soins capillaires.
- Du 17 au 29 novembre : voyage de préparation à Tahiti, les candidates sont accompagnées par Sylvie Tellier, Vaimalama Chaves et l'équipe de l'organisation Miss France.
- À partir du 30 novembre : arrivée à Marseille, découverte de la ville et début des répétitions pour la soirée.
- 11 décembre : entretien de présélection, le jury choisit les 15 finalistes.

## Jury
| Membre | Membre                              | Notes                                     |
| ------ | ----------------------------------- | ----------------------------------------- |
|        | Amandine Henry (présidente du jury) | Footballeuse                              |
|        | Christophe Michalak                 | Chef pâtissier                            |
|        | Laetitia Milot                      | Actrice                                   |
|        | Slimane                             | Chanteur                                  |
|        | Vitaa                               | Chanteuse                                 |
|        | Denis Brogniart                     | Animateur de télévision                   |
|        | Mareva Galanter                     | Miss France 1999, comédienne et chanteuse |

## Candidates
| région                                | Nom                   | Âge    | Taille | Résidence                 | Élue le                                | Classement final                             |
| ------------------------------------- | --------------------- | ------ | ------ | ------------------------- | -------------------------------------- | -------------------------------------------- |
| Miss Alsace                           | Laura Theodori        | 23 ans | 1,72 m | Strasbourg                | 8 septembre 2019 à Monswiller          | Top 15 (8e place) Prix du défilé             |
| Miss Aquitaine                        | Justine Delmas        | 21 ans | 1,78 m | Saint-Sauveur-de-Bergerac | 14 septembre 2019 à Bergerac           | Top 15 (14e place)                           |
| Miss Auvergne                         | Meïssa Ameur          | 21 ans | 1,86 m | Clermont-Ferrand          | 18 octobre 2019 à Montluçon            |                                              |
| Miss Bourgogne                        | Sophie Diry           | 21 ans | 1,77 m | Saint-Agnan               | 22 septembre 2019 à Autun              | 3e dauphine                                  |
| Miss Bretagne                         | Romane Edern          | 24 ans | 1,75 m | Cléder                    | 27 septembre 2019 à Ploemeur           |                                              |
| Miss Centre-Val-de-Loire              | Jade Simon-Abadie     | 22 ans | 1,73 m | Neuillé-le-Lierre         | 5 octobre 2019 à Déols                 | Top 15 (15e place)                           |
| Miss Champagne-Ardenne                | Lucille Moine         | 18 ans | 1,73 m | Charleville-Mézières      | 11 octobre 2019 à Troyes               |                                              |
| Miss Corse                            | Alixia Cauro          | 20 ans | 1,77 m | Giglio                    | 6 septembre 2019 à Porticcio           | Prix des bonnes manières                     |
| Miss Côte d'Azur                      | Manelle Souahlia      | 18 ans | 1,71 m | Nice                      | 28 juillet 2019 à Mandelieu-la-Napoule | 4e dauphine                                  |
| Miss Franche-Comté                    | Solène Bernardin      | 23 ans | 1,77 m | Granges-la-Ville          | 20 octobre 2019 à Besançon             |                                              |
| Miss Guadeloupe                       | Clémence Botino       | 22 ans | 1,75 m | Le Gosier                 | 3 août 2019 au Gosier                  | Miss France 2020 Prix de la culture générale |
| Miss Guyane                           | Dariana Abé           | 20 ans | 1,74 m | Apatou                    | 12 octobre 2019 à Cayenne              |                                              |
| Miss Île-de-France                    | Évelyne de Larichaudy | 23 ans | 1,73 m | Montrouge                 | 21 septembre 2019 à Dammarie-les-Lys   | Top 15 (13e place)                           |
| Miss Languedoc-Roussillon             | Lucie Caussanel       | 18 ans | 1,80 m | Montblanc                 | 3 août 2019 à Vias                     |                                              |
| Miss Limousin                         | Alison Salapic        | 22 ans | 1,72 m | Saint-Vaury               | 4 octobre 2019 à Aubusson              | Prix de la sympathie                         |
| Miss Lorraine                         | Ilona Robelin         | 18 ans | 1,80 m | Montenoy                  | 7 septembre 2019 à Amnéville           | Prix de l'élégance                           |
| Miss Martinique                       | Ambre Bozza           | 21 ans | 1,77 m | Sainte-Luce               | 4 octobre 2019 à Fort-de-France        |                                              |
| Miss Mayotte                          | Eva Labourdère        | 19 ans | 1,75 m | Mtsapéré                  | 31 août 2019 à Trévani                 |                                              |
| Miss Midi-Pyrénées                    | Andréa Magalhaes      | 21 ans | 1,73 m | Viozan                    | 13 septembre 2019 à Mazamet            |                                              |
| Miss Nord-Pas-de-Calais               | Florentine Somers     | 19 ans | 1,79 m | Loon-Plage                | 12 octobre 2019 à Orchies              | Prix de la photogénie                        |
| Miss Normandie                        | Marine Clautour       | 21 ans | 1,72 m | Amfreville-la-Mi-Voie     | 20 septembre 2019 à Tinchebray-Bocage  | 5e dauphine                                  |
| Miss Nouvelle-Calédonie               | Anaïs Toven           | 18 ans | 1,70 m | Nouméa                    | 31 août 2019 à Païta                   |                                              |
| Miss Pays de la Loire                 | Yvana Cartaud         | 18 ans | 1,74 m | Beaufou                   | 28 septembre 2019 à Château-Gontier    | 6e dauphine Prix du costume régional         |
| Miss Picardie                         | Morgane Fradon        | 20 ans | 1,75 m | Cires-lès-Mello           | 27 octobre 2019 à Beauvais             | Top 15 (9e place)                            |
| Miss Poitou-Charentes                 | Andréa Galland        | 19 ans | 1,72 m | Niort                     | 6 octobre 2019 à La Rochelle           | Top 15 (10e place)                           |
| Miss Provence                         | Lou Ruat              | 18 ans | 1,70 m | Aix-en-Provence           | 26 juillet 2019 à Cogolin              | 1re dauphine                                 |
| Miss Réunion                          | Marie-Morgane Lebon   | 20 ans | 1,77 m | Saint-Joseph              | 24 août 2019 à Saint-Denis             | Top 15 (12e place)                           |
| Miss Rhône-Alpes                      | Chloé Prost           | 20 ans | 1,78 m | Légny                     | 19 octobre 2019 à Bourg-en-Bresse      | Prix du maillot de bain                      |
| Miss Saint-Martin et Saint-Barthélemy | Layla Berry           | 19 ans | 1,74 m | Grande Saline             | 5 octobre 2019 à Marigot               | Top 15 (11e place)                           |
| Miss Tahiti                           | Matahari Bousquet     | 22 ans | 1,77 m | Moorea-Maiao              | 21 juin 2019 à Papeete                 | 2e dauphine                                  |

## Classement

### Premier tour
Un jury composé de partenaires (internes et externes) de la société Miss France pré-sélectionne 15 jeunes femmes, lors d'un entretien qui s'est déroulé le 11 décembre. Ce dernier prend en compte : l'éloquence de la Miss, son physique, sa motivation, sa personnalité et son résultat au test de culture générale.
| N° attribué | Candidate                             | Groupe |
| ----------- | ------------------------------------- | ------ |
| 1           | Miss Guadeloupe                       | 1      |
| 2           | Miss Bourgogne                        | 1      |
| 3           | Miss Provence                         | 1      |
| 4           | Miss Alsace                           | 1      |
| 5           | Miss Saint-Martin et Saint-Barthélemy | 1      |
| 6           | Miss Île-de-France                    | 1      |
| 7           | Miss Aquitaine                        | 1      |
| 8           | Miss Côte d'Azur                      | 2      |
| 9           | Miss Normandie                        | 2      |
| 10          | Miss Centre-Val-de-Loire              | 2      |
| 11          | Miss Réunion                          | 2      |
| 12          | Miss Picardie                         | 3      |
| 13          | Miss Tahiti                           | 3      |
| 14          | Miss Pays de la Loire                 | 3      |
| 15          | Miss Poitou-Charentes                 | 3      |

#### Remarques
- Pour la première fois dans l'histoire de l'organisation Miss France, un top 15 est mis en place contrairement à l'habituel top 12.
- Pour la troisième année consécutive, l'annonce se fait par groupe de 10, le nombre de Miss sélectionnées par groupe étant préalablement annoncé. Les Miss sélectionnées se présentent alors directement après leur annonce.

### Deuxième tour
Le jury à 50 % et le public à 50 % choisissent les cinq candidates qui peuvent encore être élues. Un classement de 1 à 15 est établi pour chacune des deux parties. Une première place vaut 15 points, une deuxième 14 points, et la dernière 1 point, même si deux miss arrivent à égalité. L’addition des deux classements est alors faite. Les cinq premières restent en course. En cas d’égalité, c’est le classement du jury qui prévaut. Cette règle permet à Miss Normandie de devenir 5e dauphine, au détriment de Miss Pays de la Loire qui devient néanmoins 6e dauphine.
| Miss                                  | Public | Jury | Total |
| ------------------------------------- | ------ | ---- | ----- |
| Miss Provence                         | 14     | 15   | 29    |
| Miss Bourgogne                        | 11     | 15   | 26    |
| Miss Guadeloupe                       | 15     | 8    | 23    |
| Miss Côte d'Azur                      | 5      | 15   | 20    |
| Miss Tahiti                           | 13     | 7    | 20    |
| Miss Normandie                        | 7      | 12   | 19    |
| Miss Pays de la Loire                 | 12     | 7    | 19    |
| Miss Alsace                           | 6      | 11   | 17    |
| Miss Picardie                         | 10     | 7    | 17    |
| Miss Poitou-Charentes                 | 9      | 7    | 16    |
| Miss Saint-Martin et Saint-Barthélemy | 4      | 11   | 15    |
| Miss Réunion                          | 8      | 7    | 15    |
| Miss Île-de-France                    | 2      | 11   | 13    |
| Miss Aquitaine                        | 3      | 7    | 10    |
| Miss Centre-Val de Loire              | 1      | 7    | 8     |

### Dernier tour
Le public est seul à voter lors de cette quatrième et dernière phase. La candidate qui a le plus de voix est élue Miss France 2020.
| Candidates       | Résultats |
| ---------------- | --------- |
| Miss Guadeloupe  | 31,95 %   |
| Miss Provence    | 30,66 %   |
| Miss Tahiti      | 15,87 %   |
| Miss Bourgogne   | 15,64 %   |
| Miss Côte d'Azur | 5,88 %    |

### Prix attribués
| Prix                        | Candidates                                  |
| --------------------------- | ------------------------------------------- |
| Prix de la culture générale | Miss Guadeloupe - Clémence Botino (17,5/20) |
| Prix du costume régional    | Miss Pays de la Loire - Yvana Cartaud       |
| Prix de la photogénie       | Miss Nord-Pas-de-Calais - Florentine Somers |
| Prix de l'élégance          | Miss Lorraine - Ilona Robelin               |
| Prix du maillot de bain     | Miss Rhône-Alpes - Chloé Prost              |
| Prix de la sympathie        | Miss Limousin - Alison Salapic              |
| Prix des bonnes manières    | Miss Corse - Alixia Cauro                   |
| Prix du défilé              | Miss Alsace - Laura Theodori                |

## Observations